# 塩素酸ストロンチウム
塩素酸ストロンチウムは、Sr(ClO3)2で表される化合物。強い酸化剤である。

## 調製
水酸化ストロンチウムの溶液を温め、塩素を加え結晶化させることで作られる。塩素は乾燥した水酸化ストロンチウムには作用しないが、水和物Sr(OH)2·8H2Oを塩化物と塩素酸塩に変換し、少量の次亜塩素酸ストロンチウムも生成される。